# Núcleo de propiedad intelectual de semiconductores
En diseño electrónico, un núcleo de propiedad intelectual de semiconductores, núcleo PI o bloque PI es un plano de diseño de una unidad de lógica reutilizable, celda o circuito integrado (comúnmente llamado "chip") que es propiedad intelectual de una de las partes. Los núcleos PI pueden ser licenciados a otra de las partes o pueden ser poseído y usados por una sola parte. El término deriva del licenciamiento de las patentes y/o derechos de autor que existen en el diseño. Los núcleos IP pueden ser usados como bloques de construcción en diseños de circuitos integrados de aplicación específica (ASIC) o de FPGA.

## Historia
El licenciamiento y uso de núcleos PI en el diseño de chips se convirtió en una práctica común en los 1990. Hubo muchos licenciantes y también muchas planta de fabricación de semiconductores compitiendo en el mercado. Los cuatro núcleos PI más ampliamente licenciados por su cuota de mercado en 2018 son Arm Holdings (44.7%), Synopsys (17.5%), Imagination Technologies (3.3%) y Cadence Design Systems (5.2%).

## Tipos de núcleos PI
El núcleo PI sirve al diseño de procesadores el mismo propósito que una librería a la programación de computadoras o un componente discreto de un circuito integrado al diseño de circuito impresos. En cada caso, es un componente lógico de diseño reutilizable con una interfaz definida y un comportamiento que ha sido verificado por su proveedor y ha sido integrado en un diseño de software o hardware significativo.

### Núcleos Soft
Los núcleos soft son ofrecidos típicamente como RTL sintetizable. Los núcleos se entregan en un lenguaje de descripción de hardware como Verilog o VHDL. Estos lenguajes son análogos a los lenguajes de bajo nivel como C en el campo de la programación de computadoras. Los núcleos soft entregados a los diseñadores de chips como RTL les permite modificar los diseños a un nivel funcional, aunque muchos proveedores de núcleos PI no ofrecen garantía o soporte a diseños modificados.[cita requerida]
Los núcleos PI son generalmente ofrecidos como gate-level netlists. Una netlist es una representación en álgebra booleana de la implementación de las funciones lógicas del PI como compuertas lógicas genéricas o células estándar proceso-específicas. Un núcleo PI implementado como computas genéricas es portable a cualquier tecnología de proceso. Una netlist a nivel de compuertas es análoga a una lista de instrucciones de lenguaje ensamblador en programación de computadoras. Una netlist da al proveedor de núcleos PI una protección razonable en contra la ingeniería inversa.
Las netlists y los núcleos sintetizables son llamados "núcleos soft" porque ambos permiten síntesis, colocación y enrutamiento del flujo de diseño.

### Núcleos Hard
Los núcleos hard son definidos como núcleos PI que no pueden ser modificados y por eso son "hard", en analogía a la etimología de hardware y software.Ya que en muchos casos han sido probados más extensivamente, son más seguros y consistentes con los resultados, comparados con núcleos soft. 